# Gyrtona exsicca
Gyrtona exsicca là một loài bướm đêm trong họ Noctuidae.